# Steel Challenge
De Steel Challenge is een discipline binnen de schietsport. 
De wedstrijd bestaat uit verschillende stages. Iedere stage wordt 4 of 5 keer geschoten. De slechtste reeks van iedere stage valt weg. De tijd is de score. 
De doelen zijn stalen platen die variëren in grootte en zich op wisselende afstanden bevinden tot de schutter.

## Geschiedenis
Deze tak van de schietsport is ontstaan in de Verenigde Staten van Amerika. Sinds 1981 worden er wereldkampioenschappen Steel Challenge georganiseerd. Dit wereldkampioenschap is uitgegroeid tot een van de grootse professionele pistool wedstrijden ter wereld. In 2007 waren er meer dan 220 deelnemers. De waarde van de prijzen en het prijzengeld bedroeg samen $390 000. Dit is het hoogste bedrag aan prijzen bij professionele pistool wedstrijden.
De deelnemers krijgen een score op basis van de tijd die ze bij iedere stage schieten. Het laatste doel dat moet worden geschoten wordt de stopplaat genoemd. Voor gemiste doelen wordt er 3 seconden bij de tijd gerekend. De maximum tijd voor iedere reeks is 30 seconden. Een schutter die deze tijd voorbij gaat zal worden gevraagd om te eindigen met zijn reeks en om zich klaar te maken voor de volgende reeks. Ook door het niet raken van de stopplaat zal de schutter een tijd krijgen van 30 seconden. Iedere stage wordt 5 keer geschoten. De slechtste tijd van de 5 reeksen valt steeds weg. Een uitzondering is de Outer Limits stage. Deze wordt slechts 4 keer geschoten en enkel de 3 beste reeksen tellen mee voor het eindresultaat.  Nadat de uitslagen van de stages zijn opgeteld, wint de schutter met de kortste tijd. 
Er zijn 8 stages erkend door de Steel Challenge Shooting Association: Five To Go, Showdown, Smoke & Hope, Outer Limits, Accelerator, Pendulum, Speed Option en Roundabout.

## European Steel Challenge
Sinds enkele jaren wordt er ook in Europa een Steel Challenge georganiseerd. De laatste jaren was dit steeds in Winterswijk (Nederland). Deze wedstrijd verschilt wel van de wereldkampioenschappen. Zo worden er maar 6 stages geschoten; De Pendulum en de Showdown vallen weg. De 6 stages die geschoten worden zijn anders. Zo is de afstand tussen de doelen vaak iets korter wegens plaatsgebrek.
Ook in andere Europese landen is de Steel Challenge in opmars. Zo worden er ook in Italië en Duitsland grote wedstrijden ingericht.

## Stages
Dit zijn de 8 officiële stages van de SCSA:
- Pendulum (diagram)
- Roundabout (diagram)
- Showdown (diagram)
- Five To Go (diagram)
- Speed Option (diagram)
- Smoke & Hope (diagram)
- Outer Limits (diagram)
- Accelerator (diagram)

## Wereldrecords mannen
| Stage        | Schutter       | Tijd  | Gem. Tijd | Jaar |
| ------------ | -------------- | ----- | --------- | ---- |
| Five To Go   | Max Michel Jr. | 8.97  | 2.11      | 2013 |
| Showdown     | KC Eusebio     | 7.98  | 1.91      | 2012 |
| Smoke & Hope | KC Eusebio     | 7.20  | 1.69      | 2012 |
| Outer Limits | BJ Norris      | 11.14 | 3.71      | 2008 |
| Accelerator  | Max Michel Jr. | 8.70  | 2.06      | 2013 |
| Pendulum     | KC Eusebio     | 10.02 | 2.35      | 2013 |
| Speed Option | Max Michel Jr. | 9.09  | 2.12      | 2013 |
| Roundabout   | Max Michel Jr. | 7.51  | 1.81      | 2013 |

## Wereldrecords vrouwen
| Stage        | Schutter    | Tijd  | Gem. Tijd | Jaar |
| ------------ | ----------- | ----- | --------- | ---- |
| Five To Go   | Kay Miculek | 11.95 | 2.98      | 2006 |
| Showdown     | Jessie Duff | 9.41  | 2.35      | 2009 |
| Smoke & Hope | Jessie Duff | 9.23  | 2.20      | 2013 |
| Outer Limits | Jessie Duff | 14.26 | 4.75      | 2009 |
| Accelerator  | Jessie Duff | 11.19 | 2.80      | 2009 |
| Pendulum     | Jessie Duff | 11.75 | 2.84      | 2013 |
| Speed Option | Jessie Duff | 11.65 | 2.86      | 2013 |
| Roundabout   | Kay Miculek | 10.01 | 2.50      | 2006 |

## Wereldkampioenen
| Year | Top Overall       | Top Woman         |
| ---- | ----------------- | ----------------- |
| 2013 | Max Michel        | Jessie Abbate     |
| 2012 | KC Eusebio        | Jessie Abbate     |
| 2011 | BJ Norris         | Jessie Abbate     |
| 2010 | KC Eusebio        | Jessie Abbate     |
| 2009 | Max Michel        | Jessie Abbate     |
| 2008 | KC Eusebio        | Kay Clark-Miculek |
| 2007 | Max Michel        | Jessie Abbate     |
| 2006 | JJ Racaza         | Kay Clark-Miculek |
| 2005 | Max Michel        | Kay Clark-Miculek |
| 2004 | Tatsuya Sakai     | Kay Clark-Miculek |
| 2003 | KC Eusebio        | Athena Lee        |
| 2002 | Rob Leatham       | Athena Lee        |
| 2001 | Doug Koenig       | Kay Clark-Miculek |
| 2000 | Doug Koenig       | Kay Clark-Miculek |
| 1999 | Doug Koenig       | Julie Goloski     |
| 1998 | Jerry Barnhart    | Cathy Levanza     |
| 1997 | Ross Newell       | Kay Clark-Miculek |
| 1993 | Jethro Dionsio    | Valerie Levanza   |
| 1992 | Jethro Dionsio    | Valerie Levanza   |
| 1991 | Jerry Barnhart    | Judy Woolley      |
| 1990 | Jethro Dionsio    | Judy Woolley      |
| 1989 | Angelo Spagnoli   | Shirley Hamilton  |
| 1988 | Chip McCormick    | Suzan Cooper      |
| 1987 | Jerry Barnhart    | Michelle Griggs   |
| 1986 | Chip McCormick    | Jo Anne Hall      |
| 1985 | Rob Leatham       | Lee Cole          |
| 1984 | Nick Pruitt       | Lee Cole          |
| 1983 | Mickey Fowler     | Linda Zubiena     |
| 1982 | J. Michael Plaxco | Pamela Morris     |
| 1981 | John Shaw         | Melba Pruitt      |